# Gran Premio motociclistico di Jugoslavia
Il Gran Premio motociclistico di Jugoslavia è stato una delle prove del motomondiale.

## Storia
Disputatasi sin dal 1950 come "Gran Premio dell'Adriatico", la gara divenne valida per il motomondiale a partire dalla stagione 1969.
Non inserita nel calendario mondiale del 1971, dal 1972 divenne il "Gran Premio di Jugoslavia" ("Velika Nagrada Jugoslavije").
A causa della pericolosità, in particolare per le moto di maggior cilindrata, del circuito di Abbazia sul quale si svolgeva, nel 1973 la gara fu boicottata dai maggiori team (MV Agusta, Yamaha e Harley-Davidson) e nelle edizioni successive non ospitò più la classe 500.
Dopo che nel 1977 avevano perso la vita, in due distinti incidenti, i piloti Ulrich Graf e Giovanni Ziggiotto, dal 1978 il GP si sposterà sul circuito di Grobnik, nei dintorni di Fiume, dove rimase sino al 1990.
L'edizione 1991, inizialmente prevista, fu cancellata a causa della travagliata situazione politica del Paese balcanico (verrà rimpiazzato dal GP d'Europa).

## Risultati del Gran Premio
| Anno | Circuito | classe 50                    | classe 125                      | classe 250                             | classe 350                   | classe 500                   | classe sidecar                 | Resoconto |
| ---- | -------- | ---------------------------- | ------------------------------- | -------------------------------------- | ---------------------------- | ---------------------------- | ------------------------------ | --------- |
| 1969 | Abbazia  | Paul Lodewijkx (Jamathi)     | Dieter Braun (Suzuki)           | Kel Carruthers (Benelli)               | Silvio Grassetti (Jawa)      | Godfrey Nash (Norton)        |                                | Resoconto |
| 1970 | Abbazia  | Ángel Nieto (Derbi)          | Dieter Braun (Suzuki)           | Santiago Herrero (OSSA)                | Giacomo Agostini (MV Agusta) | Giacomo Agostini (MV Agusta) |                                | Resoconto |
| 1972 | Abbazia  | Jan Bruins (Kreidler)        | Kent Andersson (Yamaha)         | Renzo Pasolini (Aermacchi)             | János Drapál (Yamaha)        | Alberto Pagani (MV Agusta)   |                                | Resoconto |
| 1973 | Abbazia  | Jan de Vries (Kreidler)      | Kent Andersson (Yamaha)         | Dieter Braun (Yamaha)                  | János Drapál (Yamaha)        | Kim Newcombe (König)         |                                | Resoconto |
| 1974 | Abbazia  | Henk van Kessel (Kreidler)   | Kent Andersson (Yamaha)         | Chas Mortimer (Yamaha)                 | Giacomo Agostini (Yamaha)    |                              |                                | Resoconto |
| 1975 | Abbazia  | Ángel Nieto (Kreidler)       | Dieter Braun (Morbidelli)       | Dieter Braun (Yamaha)                  | Pentti Korhonen (Yamaha)     |                              |                                | Resoconto |
| 1976 | Abbazia  | Ulrich Graf (Kreidler)       | Pier Paolo Bianchi (Morbidelli) | Dieter Braun (Yamaha)                  | Olivier Chevallier (Yamaha)  |                              |                                | Resoconto |
| 1977 | Abbazia  | Ángel Nieto (Bultaco)        | Pier Paolo Bianchi (Morbidelli) | Mario Lega (Morbidelli)                | Takazumi Katayama (Yamaha)   |                              |                                | Resoconto |
| 1978 | Fiume    | Ricardo Tormo (Bultaco)      | Ángel Nieto (Minarelli)         | Gregg Hansford (Kawasaki)              | Gregg Hansford (Kawasaki)    |                              |                                | Resoconto |
| 1979 | Fiume    | Eugenio Lazzarini (Kreidler) | Ángel Nieto (Minarelli)         | Graziano Rossi (Morbidelli)            | Kork Ballington (Kawasaki)   | Kenny Roberts (Yamaha)       |                                | Resoconto |
| 1980 | Fiume    | Ricardo Tormo (Kreidler)     | Guy Bertin (Motobécane)         | Anton Mang (Krauser)                   |                              |                              | Biland-Waltisperg (LCR-Yamaha) | Resoconto |
| 1981 | Fiume    | Ricardo Tormo (Bultaco)      | Loris Reggiani (Minarelli)      |                                        | Anton Mang (Kawasaki)        | Randy Mamola (Suzuki)        |                                | Resoconto |
| 1982 | Fiume    | Eugenio Lazzarini (Garelli)  | Eugenio Lazzarini (Garelli)     | Didier de Radiguès (Chevallier-Yamaha) |                              | Franco Uncini (Suzuki)       |                                | Resoconto |
| 1983 | Fiume    | Stefan Dörflinger (Kreidler) | Bruno Kneubühler (MBA)          | Carlos Lavado (Yamaha)                 |                              | Freddie Spencer (Honda)      |                                | Resoconto |

| Anno | Circuito | classe 80                   | classe 125             | classe 250              | classe 500              | classe sidecar                | Resoconto |
| ---- | -------- | --------------------------- | ---------------------- | ----------------------- | ----------------------- | ----------------------------- | --------- |
| 1984 | Fiume    | Stefan Dörflinger (Zündapp) |                        | Manfred Herweh (Rotax)  | Freddie Spencer (Honda) |                               | Resoconto |
| 1985 | Fiume    | Stefan Dörflinger (Krauser) |                        | Freddie Spencer (Honda) | Eddie Lawson (Yamaha)   |                               | Resoconto |
| 1986 | Fiume    | Jorge Martínez (Derbi)      |                        | Sito Pons (Honda)       | Eddie Lawson (Yamaha)   |                               | Resoconto |
| 1987 | Fiume    | Jorge Martínez (Derbi)      |                        | Carlos Lavado (Yamaha)  | Wayne Gardner (Honda)   |                               | Resoconto |
| 1988 | Fiume    | Jorge Martínez (Derbi)      | Jorge Martínez (Derbi) | Sito Pons (Honda)       | Wayne Gardner (Honda)   |                               | Resoconto |
| 1989 | Fiume    | Peter Öttl (Krauser)        |                        | Sito Pons (Honda)       | Kevin Schwantz (Suzuki) |                               | Resoconto |
| 1990 | Fiume    |                             | Stefan Prein (Honda)   | Carlos Cardús (Honda)   | Wayne Rainey (Yamaha)   | Michel-Birchall (LCR-Krauser) | Resoconto |